# Los Barrios de Bureba
Los Barrios de Bureba és un municipi de la província de Burgos a la comunitat autònoma de Castella i Lleó. Forma part de la comarca de La Bureba.

## Nuclis de població
| Nom                 | Pob. (INE 2006) |
| ------------------- | --------------- |
| Los Barrios         | 115             |
| Barrio de Díaz Ruiz | 25              |
| Solduengo           | 17              |
| Terrazos            | 44              |
| Las Vesgas          | 33              |

## Demografia
| 1991 |  | 1996 |  | 2001 |  | 2004 |  | 2006 |
| ---- |  | ---- |  | ---- |  | ---- |  | ---- |
| 335  |  | 280  |  | 242  |  | 243  |  | 234  |